# Paolo Orlandoni
Paolo Orlandoni, född 12 augusti 1972 i Bolzano, Italien, är en italiensk före detta fotbollsmålvakt. Han spelade mellan 2005 och 2012 för Inter där han blev tredjemålvakt bakom Luca Castellazzi och Júlio César.